# 2019–2020-as UEFA-futsal-bajnokok ligája
A 2019–20-as UEFA Futsal Bajnokok Ligája (korábban UEFA Futsalkupa) az európai klubfutsal versenyének 34., az UEFA által szervezett 19. kiadás.
A Final 4-t a fehéroroszországi Minszkben, a minszki arénában tartják. A Sporting CP-t mint BL győztest az elit körben kiesett és így nem jutott be a Final 4-ba.

A besorolás rendszere
Az egyesületeknél a részt vevő csapatok számának meghatározásához az UEFA futsal nemzeti csapat együtthatóin alapuló társulási rangot kell használni: 
A három legmagasabb rangú bajnokság két csapatba indíthat.
A 2018-19-es Bajnokok Ligája győztese automatikusan kvalifikálódik és így szövetségük második csapata is indul(hat) .Ha a három legmagasabb rangú bajnokságból került ki a győztes akkor a negyedik rangú bajnokság is két csapatot indít.
Az összes többi bajnokság egy csapattal kvalifikálja magát.Ebben a szezonban a négy legmagasabb rangú egyesület, Spanyolország, Portugália, Oroszország és Kazahsztán.
A csapatokat az UEFA futsal klub-együtthatói alapján - az elmúlt három szezon eredményei alapján kiszámítva - rangsorolják és így alakul ki a csoportkör.
Az alábbi táblázatban látható a lebonyolítási rendszer:
|                          |                          | A szakaszban bekapcsolódó csapatok                                                   | Az előző forduló továbbjutói |
| ------------------------ | ------------------------ | ------------------------------------------------------------------------------------ | --- |
| Első forduló (34 csapat) | Első forduló (34 csapat) | - 34 bajnokscsapat a 23-56-ig rangsorolt bajnokságból                                | |
| Fő forduló               | A csoport (16 csapat)    | - 2018-19-es BL győztes - 15 csapat az 1–11-ig és a 16–19-ig rangsorolt bajnokságból | |
| Fő forduló               | B csoport (16 csapat)    | - 7 csapat a 12–15-ig és a 20–22-ig rangsorolt bajnokságból                          | - 9 csapat az első fordulóból |
| Elitkör (16 csapat)      | Elitkör (16 csapat)      |                                                                                      | - 4 csoportgyőztes a Fő forduló A csoportból - 4 2.helyezett a Fő forduló A csoportból - 4 3.helyezett a Fő forduló A csoportból - 4 csoportgyőztes a Fő forduló B csoportból |
| Final 4 (4 csapat)       | Final 4 (4 csapat)       |                                                                                      | - 4 csoportgyőztes az Elitkörből |

## Csapatok
Az UEFA 55 szövetségének 53 csapata jelentkezett a Bajnokok Ligájára (Feröer-szigetek és Liechtenstein nem indult).
Az első forduló és a fő forduló sorsolása 2019. július 4-én, 14:00 órakor került sor az UEFA központjában, a svájci Nyonban. Az egyes körökben a sorsolás mechanizmusa a következő volt:
Az első fordulóban a 34 csapatot kilenc csoportba osztották: hét négy csapatból álló csoportot és két három csapatos csoportot sorsoltak össze. Először a kilenc csapatot választották ki, akiket előre választottak házigazdának. Ezután a fennmaradó 25 csapatot kihúzták a többiek mellé.
A Fő fordulóban a 16 csapatot négy csoportba osztották. Itt is először a házigazdákat választották ki majd ezután a fennmaradó 12 csapatot sorsolták.
Az UEFA Vészhelyzeti Bizottsága által hozott döntések alapján Oroszországból és Ukrajnából nem lehetett azonos csoportba sorsolni a csapatokat.
| Rank | Bajnokság           | Csapat                  | Coeff. | Csoport | Seed |
| ---- | ------------------- | ----------------------- | ------ | ------- | ---- |
| TH   | Portugália 2        | Sporting CP             | 67.883 | A       | 1    |
| 1    | Spanyolország 1     | Barcelona               | 46.501 | A       | 1    |
| 2    | Kazahsztán 1        | Kairat                  | 42.667 | A       | 1    |
| 3    | Portugália 1        | Benfica                 | 30.833 | A       | 1    |
| 4    | Spanyolország 2     | ElPozo                  | 29.167 | A       | 2    |
| 5    | Szerbia             | Ekonomac                | 19.001 | A       | 2    |
| 6    | Belgium             | Halle-Gooik (H)         | 15.999 | A       | 2    |
| 7    | Kazahsztán 2        | Ayat                    | 15.000 | A       | 2    |
| 8    | Oroszország 1       | Tyumen                  | 13.833 | A       | 3    |
| 9    | Oroszország 2       | KPRF                    | 13.883 | A       | 3    |
| 10   | Azerbajdzsán        | Araz Naxçivan           | 12.500 | A       | 3    |
| 11   | Szlovénia           | Dobovec (H)             | 9.167  | A       | 3    |
| 12   | Fehéroroszország    | Stalitsa Minsk (H)      | 9.167  | B       | 1    |
| 13   | Olaszország         | Pesaro                  | 8.833  | B       | 1    |
| 14   | Horvátország        | Novo Vrijeme (H)        | 8.667  | B       | 1    |
| 15   | Lengyelország       | Rekord Bielsko-Biała    | 8.335  | B       | 1    |
| 16   | Magyarország        | MVFC Berettyóújfalu (H) | 7.334  | A       | 4    |
| 17   | Ukrajna             | Prodexim Kherson        | 7.333  | A       | 4    |
| 18   | Litvánia            | Vytis (H)               | 6.583  | A       | 4    |
| 19   | Bosznia-hercegovina | Mostar                  | 5.501  | A       | 4    |
| 20   | Csehország          | Sparta Praha (H)        | 5.000  | B       | 2    |
| 21   | Koszovó             | Liburni                 | 4.667  | B       | 2    |
| 22   | Svédország          | Uddevalla (H)           | 4.335  | B       | 2    |

| Rank | Bajnokság       | Csapat                           | Coeff. | Seed |
| ---- | --------------- | -------------------------------- | ------ | ---- |
| 23   | Örményország    | Leo                              | 4.251  | 1    |
| 24   | Románia         | Miercurea Ciuc                   | 4.167  | 1    |
| 25   | Szlovákia       | Pinerola Bratislava              | 3.833  | 1    |
| 26   | Lettország      | LDZ Cargo/DFA                    | 3.667  | 1    |
| 27   | Grúzia          | Georgians Tbilisi                | 3.334  | 1    |
| 28   | Málta           | Luxol St Andrews                 | 3.334  | 1    |
| 29   | Németország     | TSV Weilimdorf                   | 3.250  | 1    |
| 30   | Hollandia       | Hovocubo (H)                     | 3.167  | 1    |
| 31   | Finnország      | Kampuksen Dynamo                 | 2.833  | 1    |
| 32   | Svájc           | Minerva                          | 2.626  | 2    |
| 33   | Dánia           | JB Gentofte                      | 2.335  | 2    |
| 34   | Ciprus          | Omonia (H)                       | 2.167  | 2    |
| 35   | Franciaország   | Toulon Élite                     | 2.000  | 2    |
| 36   | Észak-Macedónia | Shkupi (H)                       | 1.834  | 2    |
| 37   | Anglia          | Helvécia                         | 1.667  | 2    |
| 38   | Bulgária        | Varna City (H)                   | 1.500  | 2    |
| 39   | Norvégia        | Sjarmtrollan (H)                 | 1.417  | 2    |
| 40   | Ausztria        | Allstars (H)                     | 1.167  | 2    |
| 41   | Montenegró      | Titograd (H)                     | 1.167  | 3    |
| 42   | Moldávia        | Dinamo Chişinău                  | 1.167  | 3    |
| 43   | Gibraltár       | Lynx                             | 1.001  | 3    |
| 44   | Görögország     | AEK (H)                          | 1.000  | 3    |
| 45   | Izrael          | Maccabi Nahalat Yitzhak Tel Aviv | 0.833  | 3    |
| 46   | Albánia         | Tirana                           | 0.750  | 3    |
| 47   | Luxemburg       | Racing Luxembourg                | 0.750  | 3    |
| 48   | Wales           | Cardiff University               | 0.501  | 3    |
| 49   | Törökország     | Gazi Üniversitesi                | 0.500  | 3    |
| 50   | Írország        | Blue Magic                       | 0.334  | 4    |
| 51   | Észtország      | SMS Viimsi (H)                   | 0.333  | 4    |
| 52   | Andorra         | Encamp                           | 0.251  | 4    |
| 53   | San Marino      | Fiorentino                       | 0.167  | 4    |
| 54   | Izland          | Vængir Júpiters                  | 0.000  | 4    |
| 55   | Észak-Írország  | Sparta Belfast                   | 0.000  | 4    |
| 56   | Skócia          | PYF Saltires                     | 0.000  | 4    |

## Formátum
Az első fordulóban,a fő fordulóban valamint az elitkörben mindegyik csoportban körmérkőzéseket játszanak az előre kiválasztott házigazdáknál.
A Final 4-ban a négy kvalifikált csapat kieséses formátumban játszanak (elődöntők, harmadik helyezett és döntő) egymással, akár az UEFA által a kvalifikált csapat valamelyikéből kiválasztott házigazdánál vagy semleges helyszínen.

## Sorrend meghatározása
A csoportok sorrendjét a következők szerint állapították meg (versenyszabályzat 32.5)
1. több szerzett pont az összes mérkőzésen (egy győzelem 3 pont, egy döntetlen 1 pont, egy vereség 0 pont),
2. jobb gólkülönbség az azonosan álló csapatok között lejátszott mérkőzéseken
3. több lőtt gól az azonosan álló csapatok között

Ha két vagy több csapat a fenti három kritérium alapján is azonos eredménnyel áll, akkor a következők szerint kell meghatározni a sorrendet:
1. jobb gólkülönbség az összes mérkőzésen,
2. több lőtt gól az összes mérkőzésen.
3. több szerzett pont az azonosan álló csapatok között lejátszott mérkőzéseken,
4. Büntető rúgások, ha csak két csapatnak van azonos számú pontja, és a csoport utolsó fordulójában találkoztak, valamint az összes fenti kritérium alkalmazása után össze is megegyeznek a mutatóik. (nem használható, ha több mint két csapat áll azonos pontszámmal);
5. fair play pontszám (-1 pont egy sárga lapért, -3 pont két sárga lapot követő piros lapért, -4 pont egy azonnali piros lapért, -5 pont egy sárga lap és egy azonnali piros lapért);
6. UEFA club coefficiens alapján;
7. sorsolás

### A csoport
| Hely. | Csapat           | M | Gy | D | V | G+ | G– | Gk  | P | Továbbjutás |
| ----- | ---------------- | - | -- | - | - | -- | -- | --- | - | ----------- |
| 1.    | Toulon Élite     | 3 | 2  | 1 | 0 | 22 | 10 | +12 | 7 | Fő forduló  |
| 2.    | SMS Viimsi (H)   | 3 | 2  | 1 | 0 | 15 | 8  | +7  | 7 |             |
| 3.    | Kampuksen Dynamo | 3 | 1  | 0 | 2 | 4  | 11 | −7  | 3 |             |
| 4.    | Tirana           | 3 | 0  | 0 | 3 | 5  | 17 | −12 | 0 |             |

| 2019. augusztus 28. 15:30 |

| Kampuksen Dynamo  | 1-0         | Tirana |
| ----------------- | ----------- | ------ |
| Rautiainen 25:55' | Jegyzőkönyv |        |

| Kalev Sports Hall, Tallinn Játékvezető: Filip Nesnera , Daniel Deca (cseh,román) |

| 2019. augusztus 28. 18:30 |

| Toulon Élite                                                | 5-5         | SMS Viimsi                                                       |
| ----------------------------------------------------------- | ----------- | ---------------------------------------------------------------- |
| Pupa 6:00' Martins 6:26', 26:39', 39:59' Sanz Sendon 37:52' | Jegyzőkönyv | Makarov 10:14' Kostin 10:49' Chudnov 20:39' Fetko 28:11', 36:18' |

| Kalev Sports Hall, Tallinn Játékvezető: Dejan Veselic , Rastislav Behancin (szlovén,szlovák) |

| 2019. augusztus 29. 15:30 |

| Toulon Élite | 8-2         | Kampuksen Dynamo            |
| --- | ----------- | --------------------------- |
| Martins 4:15' Keny 15:57', 34:45' Korsunov 19:06' (öngól), Tavares De Pina 22:14', 31:41', 35:41' De Menezes Souza 36:00' | Jegyzőkönyv | David Parente 2:00', 26:37' |

| Kalev Sports Hall, Tallinn Játékvezető: Dejan Veselic , Rastislav Behancin (szlovén,szlovák) |

| 2019. augusztus 29. 18:30 |

| SMS Viimsi                                                                                   | 7-2         | Tirana                     |
| -------------------------------------------------------------------------------------------- | ----------- | -------------------------- |
| Fetko 9:37' Merkurjev 18:30' Chudnov 21:52' Makarov 24:39' Stüf 26:34', 28:15' Kostin 33:20' | Jegyzőkönyv | Rukovci 21:39' Kaca 29:21' |

| Kalev Sports Hall, Tallinn Játékvezető: Daniel Deca , Dejan Veselic (romániai,szlovén) |

| 2019. augusztus 21. 15:30 |

| Tirana                                 | 3-9         | Toulon Élite |
| -------------------------------------- | ----------- | --- |
| Kaca 1:51' Licaj 26:29' Rukovci 39:06' | Jegyzőkönyv | Martins 0:25', 21:21' Souza Da Costa 14:41' Tavares De Pina 17:27', 18:44' (büntetőből), 20:47', 27:32' Sanz Sendon 32:24' De Menezes Souza 33:22' |

| Kalev Sports Hall, Tallinn Játékvezető: Filip Nesnera , Daniel Deca (cseh,román) |

| 2019. augusztus 31. 18:30 |

| SMS Viimsi                                          | 3-1         | Kampuksen Dynamo  |
| --------------------------------------------------- | ----------- | ----------------- |
| Fetko 15:35' (büntetőből), 39:55' O. Sorokin 19:57' | Jegyzőkönyv | Rautiainen 25:13' |

| Kalev Sports Hall, Tallin Játékvezető: Dejan Veselic,Rastislav Behancin (szlovén,szlovák) |

### B csoport
| Hely. | Csapat             | M | Gy | D | V | G+ | G– | Gk  | P | Továbbjutás |
| ----- | ------------------ | - | -- | - | - | -- | -- | --- | - | ----------- |
| 1.    | Shkupi (H)         | 3 | 3  | 0 | 0 | 19 | 3  | +16 | 9 | Fő forduló  |
| 2.    | LDZ Cargo/DFA      | 3 | 2  | 0 | 1 | 14 | 7  | +7  | 6 |             |
| 3.    | Cardiff University | 3 | 1  | 0 | 2 | 5  | 11 | −6  | 3 |             |
| 4.    | Encamp             | 3 | 0  | 0 | 3 | 5  | 22 | −17 | 0 |             |

| 2019. augusztus 28. 17:30 |

| LDZ Cargo/DFA                                                                                             | 7-3         | Encamp                                             |
| --- | ----------- | -------------------------------------------------- |
| Halimons 5:50', 9:25', 15:04' (büntetőből), 17:58' (büntetőből) Raščevskis 11:40', 30:26' Borisovs 20:29' | Jegyzőkönyv | Alves 8:04' San Segundo 21:22' Genís García 39:03' |

| SRC Kale, Szkopje Játékvezető: Jagnar Jakobson, Nebojsa Panic (észt,szerb) |

| 2019. augusztus 28. 20:00 |

| Cardiff University | 0-5         | Shkupi                                                           |
| ------------------ | ----------- | ---------------------------------------------------------------- |
|                    | Jegyzőkönyv | Agushi 9:44' Ceka 12:14', 29:27' Gligorov 23:01' Dimovski 27:15' |

| SRC Kale, Szkopje Játékvezető: Marco Rothenfluh, Turekhan Tursumbayev (svájci, kazak) |

| 2019. augusztus 29. 17:30 |

| Cardiff University | 1-5         | LDZ Cargo/DFA                                                  |
| ------------------ | ----------- | -------------------------------------------------------------- |
| Maynard 32:01'     | Jegyzőkönyv | Kozhemiaka 8:41' Cirilo 11:36', 13:24', 39:38' Halimons 14:28' |

| SRC Kale, Szkopje Játékvezető: Turekhan Tursumbayev, Jagnar Jakobson (kazak ,észt) |

| 2019. augusztus 29. 20:00 |

| Shkupi | 11-1        | Encamp       |
| --- | ----------- | ------------ |
| Sulejman 5:34', 6:35', 23:41' Gligorov 9:09' Seferi 10:22', 17:59', 31:14' Petrović 19:45' (büntetőből) San Segundo 25:40' (öngól) Shabani 29:36' Ismaili 35:11' | Jegyzőkönyv | Neira 34:17' |

| SRC Kale, Szkopje Játékvezető: Nebojsa Panic, Marco Rothenfluh (szerb,svájci) |

| 2019. augusztus 21. 17:30 |

| Encamp        | 1-4         | Cardiff University                              |
| ------------- | ----------- | ----------------------------------------------- |
| Andreu 10:57' | Jegyzőkönyv | Bell 14:00' Emanuel 17:12' Dabbs 30:43', 38:31' |

| SRC Kale, Szkopje Játékvezető: Marco Rothenfluh, Turekhan Tursumbayev (svájci, kazak) |

| 2019. augusztus 31. 20:30 |

| Shkupi                                      | 3-2         | LDZ Cargo/DFA             |
| ------------------------------------------- | ----------- | ------------------------- |
| Seferi 4:26' Berisha 12:06' Petrović 35:42' | Jegyzőkönyv | Raščevskis 23:52', 32:36' |

| SRC Kale, Szkopje Játékvezető: Nebojsa Panic, Jagnar Jakobson (szerb,észt) |

### C csoport
| Hely. | Csapat         | M | Gy | D | V | G+ | G– | Gk  | P | Továbbjutás |
| ----- | -------------- | - | -- | - | - | -- | -- | --- | - | ----------- |
| 1.    | Miercurea Ciuc | 3 | 3  | 0 | 0 | 19 | 6  | +13 | 9 | Fő forduló  |
| 2.    | Minerva        | 3 | 1  | 1 | 1 | 11 | 13 | −2  | 4 |             |
| 3.    | Blue Magic     | 3 | 0  | 2 | 1 | 8  | 17 | −9  | 2 |             |
| 4.    | AEK (H)        | 3 | 0  | 1 | 2 | 10 | 12 | −2  | 1 |             |

| 2019. augusztus 28. 16:30 |

| Miercurea Ciuc | 9-0         | Blue Magic |
| --- | ----------- | ---------- |
| F. Matei 1:58' Hector 4:50' Pršić 10:32', 30:49', 39:49' Alvarito 12:36', 39:16' (büntetőből) M. Matei 15:13', 16:01' | Jegyzőkönyv |            |

| Dais Sports Center, Athén Játékvezető: Aurélien Uzan, Murat Colak (francia,török) |

| 2019. augusztus 28. 19:00 |

| Minerva                                                | 4-3         | AEK                                                                  |
| ------------------------------------------------------ | ----------- | -------------------------------------------------------------------- |
| Ruiz Fernandez 6:32', 7:36' Turé 38:02' Santona 38:46' | Jegyzőkönyv | Thanasai 19:59' (büntetőből) V. Asimakopoulos 35:42' K. Panou 36:50' |

| Dais Sports Center, Athén Játékvezető: Hikmat Qafarli, Damian Grabowski (azerbajdzsáni,lengyel) |

| 2019. augusztus 28. 15:30 |

| Minerva                                      | 3-6         | Miercurea Ciuc                                                               |
| -------------------------------------------- | ----------- | ---------------------------------------------------------------------------- |
| Marcoyannakis 2:55' Soares 7:48' Turé 23:52' | Jegyzőkönyv | Hector 0:28' Pršić 3:37', 39:37' M. Matei 14:37' F. Matei 32:36' Deco 34:04' |

| Dais Sports Center, Athén Játékvezető: Damian Grabowski, Aurélien Uzan (lengyel,francia) |

| 2019. augusztus 29. 19:00 |

| AEK                                                                         | 4-4         | Blue Magic                                       |
| --------------------------------------------------------------------------- | ----------- | ------------------------------------------------ |
| Manos 8:14' Hatzifotiou 9:56' K. Panou 15:56' (büntetőből) Skoutelis 33:05' | Jegyzőkönyv | Micoski Lucas 9:47', 39:20' Byrne 19:15', 38:46' |

| Dais Sports Center, Athén Játékvezető: Murat Colak, Hikmat Qafarli (török,azerbajdzsáni) |

| 2019. augusztus 31. 16:30 |

| Blue Magic                                                     | 4-4         | Minerva                                                      |
| -------------------------------------------------------------- | ----------- | ------------------------------------------------------------ |
| Byrne 23:10', 26:07', 36:19' Micoski Lucas 39:59' (büntetőből) | Jegyzőkönyv | Turé 26:34' Mezger 28:23', 39:43' (büntetőből) Soares 38:46' |

| Dais Sports Center, Athén Játékvezető: Aurélien Uzan, Murat Colak (francia,török) |

| 2019. augusztus 31. 19:00 |

| AEK                                                            | 3-4         | Miercurea Ciuc                                                      |
| -------------------------------------------------------------- | ----------- | ------------------------------------------------------------------- |
| Thanasai 6:02' (büntetőből) Ntatis 28:30' Szöcs 39:41' (öngól) | Jegyzőkönyv | Alvarito 10:47' Hector 17:43' Pršić 25:05' - Savio Valadares 33:10' |

| Dais Sports Center, Athén Játékvezető: Hikmat Qafarli, Damian Grabowski (azerbajdzsáni,lengyel) |

### D csoport
| Hely. | Csapat              | M | Gy | D | V | G+ | G– | Gk  | P | Továbbjutás |
| ----- | ------------------- | - | -- | - | - | -- | -- | --- | - | ----------- |
| 1.    | Omonia (H)          | 3 | 2  | 1 | 0 | 21 | 8  | +13 | 7 | Fő forduló  |
| 2.    | Gazi Üniversitesi   | 3 | 2  | 0 | 1 | 12 | 11 | +1  | 6 |             |
| 3.    | Pinerola Bratislava | 3 | 1  | 1 | 1 | 15 | 9  | +6  | 4 |             |
| 4.    | Vængir Júpiters     | 3 | 0  | 0 | 3 | 2  | 22 | −20 | 0 |             |

| 2019. augusztus 27. 15:30 |

| Pinerola Bratislava                                                                                  | 8-0         | Vængir Júpiters |
| --- | ----------- | --------------- |
| Čeřovský 2:50' Halás 19:05' Štefaňák 24:58', 39:48' Bagin 30:41', 34:59' Kozár 32:56' Zaťovič 38:17' | Jegyzőkönyv |                 |

| Eleftheria Indoor Hall, Nicosia Játékvezető: Szilágyi Norbert, Ademir Avdic (magyar,svéd) |

| 2019. augusztus 27. 18:00 |

| Gazi Üniversitesi             | 2-8         | Omonia                                                                                                   |
| ----------------------------- | ----------- | --- |
| Ozkul 13:14' Duzluoglu 16:30' | Jegyzőkönyv | Mantelli 0:43', 20:43', 34:56', 37:19' Manoli 1:23' Diniz Pereira 1:50' Stylianou 6:07' Wanderson 36:04' |

| Eleftheria Indoor Hall, Nicosia Játékvezető: Josip Dujmic, Clinton Mario Cassar (horvát,máltai) |

| 2019. augusztus 28. 15:30 |

| Gazi Üniversitesi                                                       | 4-2         | Pinerola Bratislava           |
| ----------------------------------------------------------------------- | ----------- | ----------------------------- |
| Aydogan 3:07' Ugurlu 32:05' Zaťovič 32:31' (öngól) Sümer Alvurdu 35:01' | Jegyzőkönyv | Bagin 37:27' Marušinec 39:28' |

| Eleftheria Indoor Hall, Nicosia Játékvezető: Clinton Mario Cassar, Szilágyi Norbert (máltai,magyar) |

| 2019. augusztus 28. 18:00 |

| Omonia | 8-1         | Vængir Júpiters    |
| --- | ----------- | ------------------ |
| Mantelli 1:09', 2:18', 8:39' Diniz Pereira 2:47' Alves De Lima 4:32', 30:19' Stylianou 5:38' Manoli 23:13' | Jegyzőkönyv | Rögnvaldsson 6:57' |

| Eleftheria Indoor Hall, Nicosia Játékvezető: Ademir Avdic, Josip Dujmic (svéd,horvát) |

| 2019. augusztus 30. 15:30 |

| Vængir Júpiters                    | 1-6         | Gazi Üniversitesi                                                                 |
| ---------------------------------- | ----------- | --------------------------------------------------------------------------------- |
| K. Kristinsson 13:53' (büntetőből) | Jegyzőkönyv | Ugurlu 5:41' (büntetőből), 6:05', 35:44' Aydogan 10:23' Guler 36:06' Koker 37:43' |

| Eleftheria Indoor Hall, Nicosia Játékvezető: Josip Dujmic, Ademir Avdic (horvát,svéd) |

| 2019. augusztus 30. 18:00 |

| Omonia                                                                    | 5-5         | Pinerola Bratislava                                       |
| ------------------------------------------------------------------------- | ----------- | --------------------------------------------------------- |
| - Alves De Lima 9:53', Wanderson 10:17' G. Ioannou 24:38' Mantelli 35:51' | Jegyzőkönyv | Kozár 0:28', 10:42', 13:34' Štrbák 16:19' Kyjovský 37:54' |

| Eleftheria Indoor Hall, Nicosia Játékvezető: Szilágyi Norbert, Clinton Mario Cassar (magyar,máltai) |

### E csoport
| Hely. | Csapat            | M | Gy | D | V | G+ | G– | Gk  | P | Továbbjutás |
| ----- | ----------------- | - | -- | - | - | -- | -- | --- | - | ----------- |
| 1.    | TSV Weilimdorf    | 3 | 3  | 0 | 0 | 22 | 9  | +13 | 9 | Fő forduló  |
| 2.    | Allstars (H)      | 3 | 2  | 0 | 1 | 20 | 15 | +5  | 6 |             |
| 3.    | Racing Luxembourg | 3 | 1  | 0 | 2 | 14 | 19 | −5  | 3 |             |
| 4.    | Sparta Belfast    | 3 | 0  | 0 | 3 | 9  | 22 | −13 | 0 |             |

| 2019. augusztus 28. 18:00 |

| TSV Weilimdorf                                                     | 5-1         | Sparta Belfast |
| ------------------------------------------------------------------ | ----------- | -------------- |
| Bozinovic 0:45', 30:29', 36:35' Sipahi 15:36',Kopyt 29:28' (öngól) | Jegyzőkönyv | Marcote 36:07' |

| Arena Nova, Bécsújhely Játékvezető: Mantas Pomeckis, Denys Kutsyi (litván,ukrán) |

| 2019. augusztus 28. 20:30 |

| Racing Luxembourg                                | 3-6         | Allstars                                                                                       |
| ------------------------------------------------ | ----------- | ---------------------------------------------------------------------------------------------- |
| Carlos Soares 0:42', 0:56' Soares Valente 27:53' | Jegyzőkönyv | Nuhanovic 8:32', 9:07' Muharemovic 9:19' Muharemovic 17:41' (büntetőből) Škorić 26:24', 34:54' |

| Arena Nova, Bécsújhely Játékvezető: Christos Christou, Done Ristovski (ciprusi,észak-macedóni) |

| 2019. augusztus 29. 18:00 |

| Racing Luxembourg                                                  | 3-9         | TSV Weilimdorf |
| ------------------------------------------------------------------ | ----------- | --- |
| Carlos Soares 18:06', 28:20' Da Veiga Monteiro 37:59' (büntetőből) | Jegyzőkönyv | Bozinovic 4:07' Čačić 5:03', 10:33', 33:14' Delić 9:10', 33:49' (büntetőből) Sipahi 30:47' Fischer 35:27' Windhager 38:10' |

| Arena Nova, Bécsújhely Játékvezető: Done Ristovski, Mantas Pomeckis (észak-macedóni,litván) |

| 2019. augusztus 29. 20:30 |

| Allstars | 9-4         | Sparta Belfast                                                 |
| --- | ----------- | -------------------------------------------------------------- |
| Jatic 3:35' Huseinbasic 5:52', 26:49' Muharemovic 14:05', 22:20', 32:34' (büntetőből) Nuhanovic 14:33' Škorić 17:20' Muharemovic 39:25' (büntetőből) | Jegyzőkönyv | Marcote 2:21', 24:11' (büntetőből) Millar 24:26' Wilson 39:58' |

| Arena Nova, Bécsújhely Játékvezető: Denys Kutsyi, Christos Christou (ukrán,ciprusi) |

| 2019. augusztus 31. 18:00 |

| Sparta Belfast                                          | 4-8         | Racing Luxembourg |
| ------------------------------------------------------- | ----------- | --- |
| Millar 11:38' Roohi 16:50' Marcote 21:29' Wilson 39:55' | Jegyzőkönyv | Agovic 8:50', 33:28' Soares Valente 9:23' Teves Rocha 15:56' Da Veiga Monteiro 23:16', 36:33', 37:46' Paixão Guerrinha 32:06' |

| Arena Nova, Bécsújhely Játékvezető: Done Ristovski, Denys Kutsyi (észak-macedóni,ukrán) |

| 2019. augusztus 31. 20:30 |

| Allstars                                                                          | 5-8         | TSV Weilimdorf                                                                         |
| --------------------------------------------------------------------------------- | ----------- | -------------------------------------------------------------------------------------- |
| Bezer 7:12' Baur 23:50' (öngól) Nuhanovic 28:44' Skrgic 36:16' Muharemovic 39:32' | Jegyzőkönyv | Matkovic 12:55', 17:30' Baur 16:10' Čačić 19:26', 24:47', 32:12' Sipahi 20:37', 30:27' |

| Arena Nova, Bécsújhely Játékvezető: Christos Christou, Mantas Pomeckis (ciprusi,litván) |

### F csoport
| Hely. | Csapat           | M | Gy | D | V | G+ | G– | Gk  | P | Továbbjutás |
| ----- | ---------------- | - | -- | - | - | -- | -- | --- | - | ----------- |
| 1.    | Luxol St Andrews | 3 | 3  | 0 | 0 | 18 | 6  | +12 | 9 | Fő forduló  |
| 2.    | Dinamo Chişinău  | 3 | 1  | 1 | 1 | 14 | 9  | +5  | 4 |             |
| 3.    | Sjarmtrollan (H) | 3 | 1  | 1 | 1 | 7  | 10 | −3  | 4 |             |
| 4.    | Fiorentino       | 3 | 0  | 0 | 3 | 2  | 16 | −14 | 0 |             |

| 2019. augusztus 28. 17:00 |

| Luxol St Andrews                                                      | 5-0         | Fiorentino |
| --------------------------------------------------------------------- | ----------- | ---------- |
| Bizjak 10:18' Vevé 20:00', 29:41' Maikinho 21:16' Celino Alves 22:28' | Jegyzőkönyv |            |

| Tromsøhallen, Tromsø Játékvezető: Shota Kukhilava), Gordon Mccabe (grúz,skót) |

| 2019. augusztus 28. 19:30 |

| Dinamo Chişinău             | 2-2         | Sjarmtrollan                     |
| --------------------------- | ----------- | -------------------------------- |
| Kalukov 4:06' Bagriak 4:49' | Jegyzőkönyv | Schjetne 10:05' Vucenovic 25:24' |

| Tromsøhallen, Tromsø Játékvezető: Alem Bajrovic, Lars Van Leeuwen (bosznia-hercegovinai,holland) |

| 2019. augusztus 29. 17:00 |

| Dinamo Chişinău                                               | 3-5         | Luxol St Andrews                                                           |
| ------------------------------------------------------------- | ----------- | -------------------------------------------------------------------------- |
| Cherniavskyi 23:16' Negara 39:13' (büntetőből) Kalukov 39:39' | Jegyzőkönyv | Maikinho 9:15' Celino Alves 20:29' Răducu 21:18' Vevé 36:20' Bizjak 37:46' |

| Tromsøhallen, Tromsø Játékvezető: Lars Van Leeuwen, Shota Kukhilava (holland,grúz) |

| 2019. augusztus 29. 19:30 |

| Sjarmtrollan                     | 2-0         | Fiorentino |
| -------------------------------- | ----------- | ---------- |
| Vucenovic 1:06' Vucenovic 17:48' | Jegyzőkönyv |            |

| Tromsøhallen, Tromsø Játékvezető: Gordon Mccabe, Alem Bajrovic (skót,bosznia-hercegovinai) |

| 2019. augusztus 31. 11:00 |

| Fiorentino                 | 2-9         | Dinamo Chişinău |
| -------------------------- | ----------- | --- |
| Belloni 3:16' Righi 18:21' | Jegyzőkönyv | Kalukov 2:11', 24:55' Coceban 11:32' Busignani 15:50' (öngól) Cherniavskyi 28:24', 34:06' Negara 31:39' Bondarenko 35:06' Fil 36:38' (büntetőből) |

| Tromsøhallen, Tromsø Játékvezető: Shota Kukhilava, Lars Van Leeuwen (grúz,holland) |

| 2019. augusztus 31. 13:30 |

| Sjarmtrollan                                 | 3-8         | Luxol St Andrews |
| -------------------------------------------- | ----------- | --- |
| Vucenovic 0:42', 19:10' (büntetőből), 26:04' | Jegyzőkönyv | Sant' Anna Coriolano 3:49' Vevé 8:00' Maikinho 8:53', 34:10', 35:08' Bizjak 14:32' (büntetőből), 37:57' Celino Alves 18:21' |

| Tromsøhallen, Tromsø |

### G csoport
| Hely. | Csapat       | M | Gy | D | V | G+ | G– | Gk  | P | Továbbjutás |
| ----- | ------------ | - | -- | - | - | -- | -- | --- | - | ----------- |
| 1.    | Hovocubo (H) | 3 | 3  | 0 | 0 | 20 | 3  | +17 | 9 | Fő forduló  |
| 2.    | Helvécia     | 3 | 2  | 0 | 1 | 17 | 11 | +6  | 6 |             |
| 3.    | PYF Saltires | 3 | 1  | 0 | 2 | 9  | 18 | −9  | 3 |             |
| 4.    | Lynx         | 3 | 0  | 0 | 3 | 6  | 20 | −14 | 0 |             |

| 2019. augusztus 27. 17:30 |

| Helvécia                                                                                                  | 7-3         | PYF Saltires                                              |
| --- | ----------- | --------------------------------------------------------- |
| Ari 1:04' Agusti Hidalgo 8:20', 8:50', 16:32' Raoni Medina 14:55' Dow 35:46' (ömgól) Álex del Amor 36:50' | Jegyzőkönyv | Steedman 33:10', 34:43' K. Ballingall 39:04' (büntetőből) |

| Sporthal De Opgang, Zwaag Játékvezető: Maksim Dzeikala, Raafat Al Hamola (fehérorosz,izraeli) |

| 2019. augusztus 27. 20:00 |

| Hovocubo                                                                        | 6-1         | Lynx        |
| ------------------------------------------------------------------------------- | ----------- | ----------- |
| St Juste 5:55', 14:13' Darri 10:44' Molkarai 11:40' Mellah 13:10' Amrani 37:41' | Jegyzőkönyv | Popo 12:08' |

| Sporthal De Opgang, Zwaag Játékvezető: Christian Gundler, Daniele D'adamo (német,san-marinói) |

| 2019. augusztus 28. 17:30 |

| Lynx                                                              | 4-9         | Helvécia |
| ----------------------------------------------------------------- | ----------- | --- |
| Monti 1:45' (öngól) El Andaloussi 10:45' Ruiz 16:50' Lopez 23:33' | Jegyzőkönyv | Agusti Hidalgo 6:27', 23:48' Monti 15:32' Raoni Medina 17:52', 33:06' Lucas Ferras 25:01', 35:34' Álex del Amor 32:31', 36:08' |

| Sporthal De Opgang, Zwaag Játékvezető: Raafat Al Hamola, Christian Gundler (izraeli,német) |

| 2019. augusztus 28. 20:00 |

| Hovocubo | 10-1        | PYF Saltires   |
| --- | ----------- | -------------- |
| Bouyouzan 0:56', 9:31' St Juste 2:59' Darri 4:48', 17:24', 18:30' Attahiri 7:50' Mellah 11:21' Amrani 33:34', 39:58' | Jegyzőkönyv | McLaren 36:53' |

| Sporthal De Opgang, Zwaag Játékvezető: Daniele D'adamo, Maksim Dzeikala (san-marinói,fehérorosz) |

| 2019. augusztus 30. 17:30 |

| PYF Saltires                                        | 5-1         | Lynx        |
| --------------------------------------------------- | ----------- | ----------- |
| McLaren 13:58', 34:56', 37:09' Kelly 27:46', 39:29' | Jegyzőkönyv | Lopez 1:31' |

| Sporthal De Opgang, Zwaag Játékvezető: Raafat Al Hamola, Daniele D'adamo (izraeli,san-marinói) |

| 2019. augusztus 30. 20:00 |

| Hovocubo                                    | 4-1         | Helvécia     |
| ------------------------------------------- | ----------- | ------------ |
| Molkarai 3:09', 10:05', 36:37' Darri 18:23' | Jegyzőkönyv | Monti 25:24' |

| Sporthal De Opgang, Zwaag Játékvezető: Maksim Dzeikala, Christian Gundler (fehérorosz,német) |

### H csoport
| Hely. | Csapat                           | M | Gy | D | V | G+ | G– | Gk | P | Továbbjutás |
| ----- | -------------------------------- | - | -- | - | - | -- | -- | -- | - | ----------- |
| 1.    | Georgians Tbilisi                | 2 | 2  | 0 | 0 | 12 | 3  | +9 | 6 | Fő forduló  |
| 2.    | Maccabi Nahalat Yitzhak Tel Aviv | 2 | 1  | 0 | 1 | 3  | 10 | −7 | 3 |             |
| 3.    | Varna City (H)                   | 2 | 0  | 0 | 2 | 5  | 7  | −2 | 0 |             |

| 2019. augusztus 29. 18:00 |

| Maccabi Nahalat Yitzhak Tel Aviv          | 3-2         | Varna City                    |
| ----------------------------------------- | ----------- | ----------------------------- |
| Diedunov 2:55' Cohen 15:01' Stunis 33:53' | Jegyzőkönyv | Bl. Marev 24:58' Petev 34:23' |

| Palace of Culture and Sports, Várna Játékvezető: Martin Køster, David Berry (dán,ír) |

| 2019. augusztus 30. 18:00 |

| Georgians Tbilisi | 8-0         | Maccabi Nahalat Yitzhak Tel Aviv |
| --- | ----------- | -------------------------------- |
| Lukava 3:49' Vadot 8:40' (ömgól) Kekelia 11:01' Maisaia 18:12' Jvarashvili 30:02', 38:31' Kurtanidze 30:42' Tskhomaria 37:09' | Jegyzőkönyv |                                  |

| Palace of Culture and Sports, Várna Játékvezető: Eduards Fatkulins), Martin Køster (lett,dán) |

| 2019. augusztus 31. 18:00 |

| Varna City                               | 3-4         | Georgians Tbilisi                                            |
| ---------------------------------------- | ----------- | ------------------------------------------------------------ |
| Boycho Marev 11:10',Tipau 16:57', 33:03' | Jegyzőkönyv | Lukava 12:51' Maisaia 16:00' Сhumburidze 29:55' Todua 35:32' |

| Palace of Culture and Sports, Várna Játékvezető: David Berry, Eduards Fatkulins (ír,lett) |

### I csoport
| Hely. | Csapat       | M | Gy | D | V | G+ | G– | Gk | P | Továbbjutás |
| ----- | ------------ | - | -- | - | - | -- | -- | -- | - | ----------- |
| 1.    | Leo          | 2 | 2  | 0 | 0 | 7  | 3  | +4 | 6 | Fő forduló  |
| 2.    | JB Gentofte  | 2 | 1  | 0 | 1 | 8  | 7  | +1 | 3 |             |
| 3.    | Titograd (H) | 2 | 0  | 0 | 2 | 5  | 10 | −5 | 0 |             |

| 2019. augusztus 28. 15:30 |

| JB Gentofte                                                                      | 6-4         | Titograd                                             |
| -------------------------------------------------------------------------------- | ----------- | ---------------------------------------------------- |
| Larsen 17:30' Falck 27:38', 36:02' Jørgensen 28:48' Haagh 30:32' Andersen 39:28' | Jegyzőkönyv | - Bajović 2:23' Perošević 6:55' Mugoša 9:34', 22:47' |

| Verde Complex, Podgorica Játékvezető: Panagiotis Ntalas, Carl Hughes (görög,walesi) |

| 2019. augusztus 29. 20:30 |

| Leo                                        | 3-2         | JB Gentofte              |
| ------------------------------------------ | ----------- | ------------------------ |
| Francisco De Campos 15:43', 18:38', 23:59' | Jegyzőkönyv | Jørgensen 23:48', 34:48' |

| Verde Complex, Podgorica Játékvezető: Ivo Tsenov, Panagiotis Ntalas (bolgár,görög) |

| 2019. augusztus 30. 20:30 |

| Titograd               | 1-4         | Leo                                                                   |
| ---------------------- | ----------- | --------------------------------------------------------------------- |
| Uzunyan 10:28' (öngól) | Jegyzőkönyv | Francisco De Campos 17:17' Dos Santos 27:06', 30:31' Mashumyan 38:49' |

| Verde Complex, Podgorica Játékvezető: Carl Hughes, Ivo Tsenov (walesi,bolgár) |

## Fő forduló

### A osztály
Az "A" osztályból minden csoport első három csapata jut tovább az elitkörbe.

#### 1.csoport
| Hely. | Csapat      | M | Gy | D | V | G+ | G– | Gk  | P | Továbbjutás |
| ----- | ----------- | - | -- | - | - | -- | -- | --- | - | ----------- |
| 1.    | Sporting CP | 3 | 3  | 0 | 0 | 20 | 1  | +19 | 9 | Elitkör     |
| 2.    | Dobovec (H) | 3 | 2  | 0 | 1 | 11 | 5  | +6  | 6 | Elitkör     |
| 3.    | Mostar      | 3 | 0  | 1 | 2 | 3  | 13 | −10 | 1 | Elitkör     |
| 4.    | Ekonomac    | 3 | 0  | 1 | 2 | 2  | 17 | −15 | 1 |             |

#### 2.csoport
| Hely. | Csapat           | M | Gy | D | V | G+ | G– | Gk  | P | Továbbjutás |
| ----- | ---------------- | - | -- | - | - | -- | -- | --- | - | ----------- |
| 1.    | Benfica          | 3 | 2  | 1 | 0 | 14 | 3  | +11 | 7 | Elitkör     |
| 2.    | Prodexim Kherson | 3 | 2  | 1 | 0 | 16 | 7  | +9  | 7 | Elitkör     |
| 3.    | Halle-Gooik (H)  | 3 | 1  | 0 | 2 | 10 | 14 | −4  | 3 | Elitkör     |
| 4.    | Araz Naxçivan    | 3 | 0  | 0 | 3 | 4  | 20 | −16 | 0 |             |

#### 3.csoport
| Hely. | Csapat    | M | Gy | D | V | G+ | G– | Gk  | P | Továbbjutás |
| ----- | --------- | - | -- | - | - | -- | -- | --- | - | ----------- |
| 1.    | Barcelona | 3 | 3  | 0 | 0 | 16 | 1  | +15 | 9 | Elitkör     |
| 2.    | Tyumen    | 3 | 2  | 0 | 1 | 12 | 6  | +6  | 6 | Elitkör     |
| 3.    | Ayat      | 3 | 1  | 0 | 2 | 9  | 19 | −10 | 3 | Elitkör     |
| 4.    | Vytis (H) | 3 | 0  | 0 | 3 | 6  | 17 | −11 | 0 |             |

#### 4.csoport
| Hely. | Csapat                  | M | Gy | D | V | G+ | G– | Gk  | P | Továbbjutás |
| ----- | ----------------------- | - | -- | - | - | -- | -- | --- | - | ----------- |
| 1.    | KPRF                    | 3 | 3  | 0 | 0 | 14 | 6  | +8  | 9 | Elitkör     |
| 2.    | ElPozo                  | 3 | 2  | 0 | 1 | 13 | 8  | +5  | 6 | Elitkör     |
| 3.    | Kairat                  | 3 | 1  | 0 | 2 | 5  | 6  | −1  | 3 | Elitkör     |
| 4.    | MVFC Berettyóújfalu (H) | 3 | 0  | 0 | 3 | 1  | 13 | −12 | 0 |             |

### B osztály
A "B" osztályból csak a csoportelsők jutnak tovább az elitkörbe.

#### 5.csoport
| Hely. | Csapat               | M | Gy | D | V | G+ | G– | Gk  | P | Továbbjutás |
| ----- | -------------------- | - | -- | - | - | -- | -- | --- | - | ----------- |
| 1.    | Sparta Praha (H)     | 3 | 3  | 0 | 0 | 16 | 5  | +11 | 9 | Elitkör     |
| 2.    | Miercurea Ciuc       | 3 | 1  | 1 | 1 | 7  | 10 | −3  | 4 |             |
| 3.    | Rekord Bielsko-Biała | 3 | 1  | 0 | 2 | 5  | 7  | −2  | 3 |             |
| 4.    | Luxol St Andrews     | 3 | 0  | 1 | 2 | 4  | 10 | −6  | 1 |             |

#### 6.csoport
| Hely. | Csapat           | M | Gy | D | V | G+ | G– | Gk | P | Továbbjutás |
| ----- | ---------------- | - | -- | - | - | -- | -- | -- | - | ----------- |
| 1.    | Novo Vrijeme (H) | 3 | 3  | 0 | 0 | 14 | 7  | +7 | 9 | Elitkör     |
| 2.    | Leo              | 3 | 2  | 0 | 1 | 16 | 12 | +4 | 6 |             |
| 3.    | Shkupi           | 3 | 1  | 0 | 2 | 11 | 15 | −4 | 3 |             |
| 4.    | Omonia           | 3 | 0  | 0 | 3 | 11 | 18 | −7 | 0 |             |

#### 7.csoport
| Hely. | Csapat             | M | Gy | D | V | G+ | G– | Gk  | P | Továbbjutás |
| ----- | ------------------ | - | -- | - | - | -- | -- | --- | - | ----------- |
| 1.    | Stalitsa Minsk (H) | 3 | 2  | 1 | 0 | 13 | 3  | +10 | 7 | Elitkör     |
| 2.    | Toulon Élite       | 3 | 1  | 1 | 1 | 11 | 9  | +2  | 4 |             |
| 3.    | Liburni            | 3 | 0  | 3 | 0 | 9  | 9  | 0   | 3 |             |
| 4.    | Hovocubo           | 3 | 0  | 1 | 2 | 5  | 17 | −12 | 1 |             |

#### 8.csoport
| Hely. | Csapat            | M | Gy | D | V | G+ | G– | Gk | P | Továbbjutás |
| ----- | ----------------- | - | -- | - | - | -- | -- | -- | - | ----------- |
| 1.    | Pesaro            | 3 | 3  | 0 | 0 | 13 | 5  | +8 | 9 | Elitkör     |
| 2.    | Georgians Tbilisi | 3 | 2  | 0 | 1 | 11 | 9  | +2 | 6 |             |
| 3.    | TSV Weilimdorf    | 3 | 1  | 0 | 2 | 9  | 11 | −2 | 3 |             |
| 4.    | Uddevalla (H)     | 3 | 0  | 0 | 3 | 3  | 11 | −8 | 0 |             |

## Elitkör
Az elitkör sorsolására 2019. október 18-án, 14:00 órakor került sor az UEFA központjában, a svájci Nyonban.  A 16 csapat négy négyes csoportba került ahol külön voltak a csoport győztesei,a második helyezettei és a harmadikok.A "B" osztály négy csoport győzteseit szintén külön négyesbe kerültek. Először azt a hét csapatot húzzák ki akik potenciális házigazdák voltak. Ezután a fennmaradó kilenc csapatot húzták ki , amelyet a területi helyzetük alapján osztottak el. Ugyanazon Az UEFA Vészhelyzeti Bizottsága által hozott döntések alapján Oroszországbó és Ukrajnából nem lehetett azonos csoportba vonni a csapatokat.
| Csoport | Csoport győztes | Másodikok        | Harmadikok  |
| ------- | --------------- | ---------------- | ----------- |
| 1       | Sporting CP (h) | Dobovec          | Mostar      |
| 2       | Benfica (h)     | Prodexim Kherson | Halle-Gooik |
| 3       | Barcelona       | Tyumen (H)       | Ayat        |
| 4       | KPRF (H)        | ElPozo (h)       | Kairat (H)  |

- H: Elitkörös házigazdák, akiket házigazdáknak választottak
- h: Elitkörös házigazdák aki korábban is azok voltak

| Csoport | Csoport győztes    |
| ------- | ------------------ |
| 5       | Sparta Praha       |
| 6       | Novo Vrijeme       |
| 7       | Stalitsa Minsk (H) |
| 8       | Pesaro             |

A sorsolás után a csoport győztesei kvalifikálták magukat a Final 4-ra.

### A csoport
| Hely. | Csapat      | M | Gy | D | V | G+ | G– | Gk  | P | Továbbjutás |
| ----- | ----------- | - | -- | - | - | -- | -- | --- | - | ----------- |
| 1.    | KPRF (H)    | 3 | 3  | 0 | 0 | 14 | 5  | +9  | 9 | Final 4     |
| 2.    | Dobovec     | 3 | 2  | 0 | 1 | 11 | 7  | +4  | 6 |             |
| 3.    | Halle-Gooik | 3 | 1  | 0 | 2 | 10 | 8  | +2  | 3 |             |
| 4.    | Mostar      | 3 | 0  | 0 | 3 | 6  | 21 | −15 | 0 |             |

### B csoport
| Hely. | Csapat           | M | Gy | D | V | G+ | G– | Gk | P | Továbbjutás |
| ----- | ---------------- | - | -- | - | - | -- | -- | -- | - | ----------- |
| 1.    | Tyumen           | 3 | 2  | 1 | 0 | 9  | 4  | +5 | 7 | Final 4     |
| 2.    | Sporting CP      | 3 | 2  | 0 | 1 | 10 | 5  | +5 | 6 |             |
| 3.    | Novo Vrijeme (E) | 3 | 1  | 1 | 1 | 6  | 9  | −3 | 4 |             |
| 4.    | Ayat (E)         | 3 | 0  | 0 | 3 | 4  | 11 | −7 | 0 |             |

### C csoport
| Hely. | Csapat  | M | Gy | D | V | G+ | G– | Gk | P | Továbbjutás |
| ----- | ------- | - | -- | - | - | -- | -- | -- | - | ----------- |
| 1.    | ElPozo  | 3 | 2  | 1 | 0 | 11 | 6  | +5 | 7 | Final 4     |
| 2.    | Pesaro  | 3 | 1  | 1 | 1 | 11 | 9  | +2 | 4 |             |
| 3.    | Benfica | 3 | 1  | 0 | 2 | 8  | 12 | −4 | 3 |             |
| 4.    | Kairat  | 3 | 1  | 0 | 2 | 9  | 12 | −3 | 3 |             |

### D csoport
| Hely. | Csapat             | M | Gy | D | V | G+ | G– | Gk | P | Továbbjutás |
| ----- | ------------------ | - | -- | - | - | -- | -- | -- | - | ----------- |
| 1.    | Barcelona          | 3 | 3  | 0 | 0 | 12 | 4  | +8 | 9 | Final 4     |
| 2.    | Prodexim Kherson   | 3 | 2  | 0 | 1 | 9  | 7  | +2 | 6 |             |
| 3.    | Sparta Praha       | 3 | 1  | 0 | 2 | 7  | 9  | −2 | 3 |             |
| 4.    | Stalitsa Minsk (H) | 3 | 0  | 0 | 3 | 4  | 12 | −8 | 0 |             |

## Final 4
A Final 4 helyszínét az UEFA a svájci Nyonban, 2019. december 4-én választotta ki , és végül a  fehéroroszországban található minszki Arénában rendezték meg. Ez volt az első alkalom, hogy a Final 4 helyszíne semleges helyszínen került megrendezésre, nem pedig a négy kvalifikált csapat egyikének országában.

## Kvalifikált csapatok
| Csoport | Győztes   | Korábbi döntősök (vastaggal jelölve a korábbi nyerteseket) |
| ------- | --------- | ---------------------------------------------------------- |
| A       | KPRF      | újonc                                                      |
| B       | Tyumen    | újonc                                                      |
| C       | ElPozo    | 2007,2008                                                  |
| D       | Barcelona | 2012,2013,2014,2015,2018,2019                              |

|  |                            |           |           |                            |   |        |        |       |
|  | Elődöntők                  | Elődöntők | Elődöntők |                            |   | Döntő  | Döntő  | Döntő |
|  | Elődöntők                  | Elődöntők | Elődöntők |                            |   | Döntő  | Döntő  | Döntő |
|  | október 9. – Minszk Aréna  |           |           |                            |   |        |        |       |
|  |                            |           |           |                            |   |        |        |       |
|  | ElPozo                     | ElPozo    | 2         |                            |   |        |        |       |
|  | ElPozo                     | ElPozo    | 2         | október 11. – Minszk Aréna |   |        |        |       |
|  | Tyumen                     | Tyumen    | 1         |                            |   |        |        |       |
|  | Tyumen                     | Tyumen    | 1         |                            |   | ElPozo | ElPozo | 1     |
|  | október 9. – Minszk Aréna  |           |           |                            |   | ElPozo | ElPozo | 1     |
|  |                            |           | Barcelona | Barcelona                  | 2 |        |        |       |
|  | Barcelona                  | Barcelona | Barcelona | Barcelona                  | 2 | 5      |        |       |
|  | Barcelona                  | Barcelona |           |                            |   |        |        |       |
|  | KPRF                       | KPRF      | 4         |                            |   |        |        |       |
|  | KPRF                       | KPRF      | 4         | Bronzmérkőzés              |   |        |        |       |
|  |                            |           |           |                            |   |        |        |       |
|  | október 12. – Minszk Aréna |           |           |                            |   |        |        |       |
|  |                            |           |           |                            |   |        |        |       |
|  | Tyumen                     | Tyumen    | 3         |                            |   |        |        |       |
|  | Tyumen                     | Tyumen    | 3         |                            |   |        |        |       |
|  | KPRF                       | KPRF      | 2         |                            |   |        |        |       |
|  | KPRF                       | KPRF      | 2         |                            |   |        |        |       |

### Elődöntők
| 2020. október 9. |

| ElPozo                            | 2-1   | Tyumen            |
| --------------------------------- | ----- | ----------------- |
| Rafa 14:45' Alberto García 31:36' | (1-0) | Abramovich 23:46' |

| Minszk Aréna, Minszk Játékvezető: Ondřej Černý (cseh) |

| 2020. október 9. |

| Barcelona                                      | 5-4 (h.u) (bün) | KPRF                                     |
| ---------------------------------------------- | --------------- | ---------------------------------------- |
| Lozano 06:01' Ferrão 07:51' Esquerdinha 42:45' | (2-1)           | Rômulo 19:59' Asadov 29:12' Nando 49:49' |

| Minszk Aréna, Minszk Játékvezető: Angelo Galante (olasz) |

### Bronz mérkőzés
| 2020. október 11. |

| Tyumen                       | 3-2 (h.u) (bün) | KPRF                                |
| ---------------------------- | --------------- | ----------------------------------- |
| Niyazov 34:02' Asadov 39:52' | (0-1)           | Bruno Taffy 17:07' Milovanov 37:01' |

| Minszk Aréna, Minszk Játékvezető: duardo Fernandes Coelho (portugál) |

### Döntő
| 2020. október 11. |

| Barcelona                   | 2-1   | ElPozo             |
| --------------------------- | ----- | ------------------ |
| Dyego 03:10' Aicardo 08:28' | (2-0) | Leo Santana 24:52' |

| Minszk Aréna, Minszk Játékvezető: Saša Tomić (horvát) |